# Kumade
El kumade (urpa d'os) és un cop simple de karate. La mà i els dits es col·loquen en forma similar al hiraken, és a dir, amb els dits flexionats amb la primera falange. Les superfície colpejadora és el palmell de la mà inclosos el taló i els artells dels dits. Si obren els dits per colpejar la tècnica s'ha d'anomenar hirate. És una tècnica usada per esquivar o colpejar en qualsevol lloc que no existeixin sortints ossis (com en el colze). Les millors zones seran aquelles compostes de músculs i ossos com els bíceps, les costelles, el pit i el nas.